# Kanton Aubigny-sur-Nère
Aubigny-sur-Nère is een kanton van het Franse departement Cher. Het kanton maakt deel uit van het arrondissement Vierzon.

## Gemeenten
Het kanton Aubigny-sur-Nère omvatte tot 2014 de volgende 4 gemeenten:
- Aubigny-sur-Nère (hoofdplaats)
- Ménétréol-sur-Sauldre
- Oizon
- Sainte-Montaine

Bij de herindeling van de kantons door het decreet van 21 februari 2014 met uitwerking op 22 maart 2015 werd het kanton uitgebreid met volgende 11 gemeenten : 
- Argent-sur-Sauldre
- Blancafort
- Brinon-sur-Sauldre
- La Chapelle-d'Angillon
- Clémont
- Ennordres
- Ivoy-le-Pré
- Méry-ès-Bois
- Nançay
- Neuvy-sur-Barangeon
- Presly